# Castello Brown
Il castello Brown, precedentemente denominata fortezza di San Giorgio, è stato un edificio difensivo e dimora nobiliare sita in salita al Castello a Portofino, nella città metropolitana di Genova.

## Storia

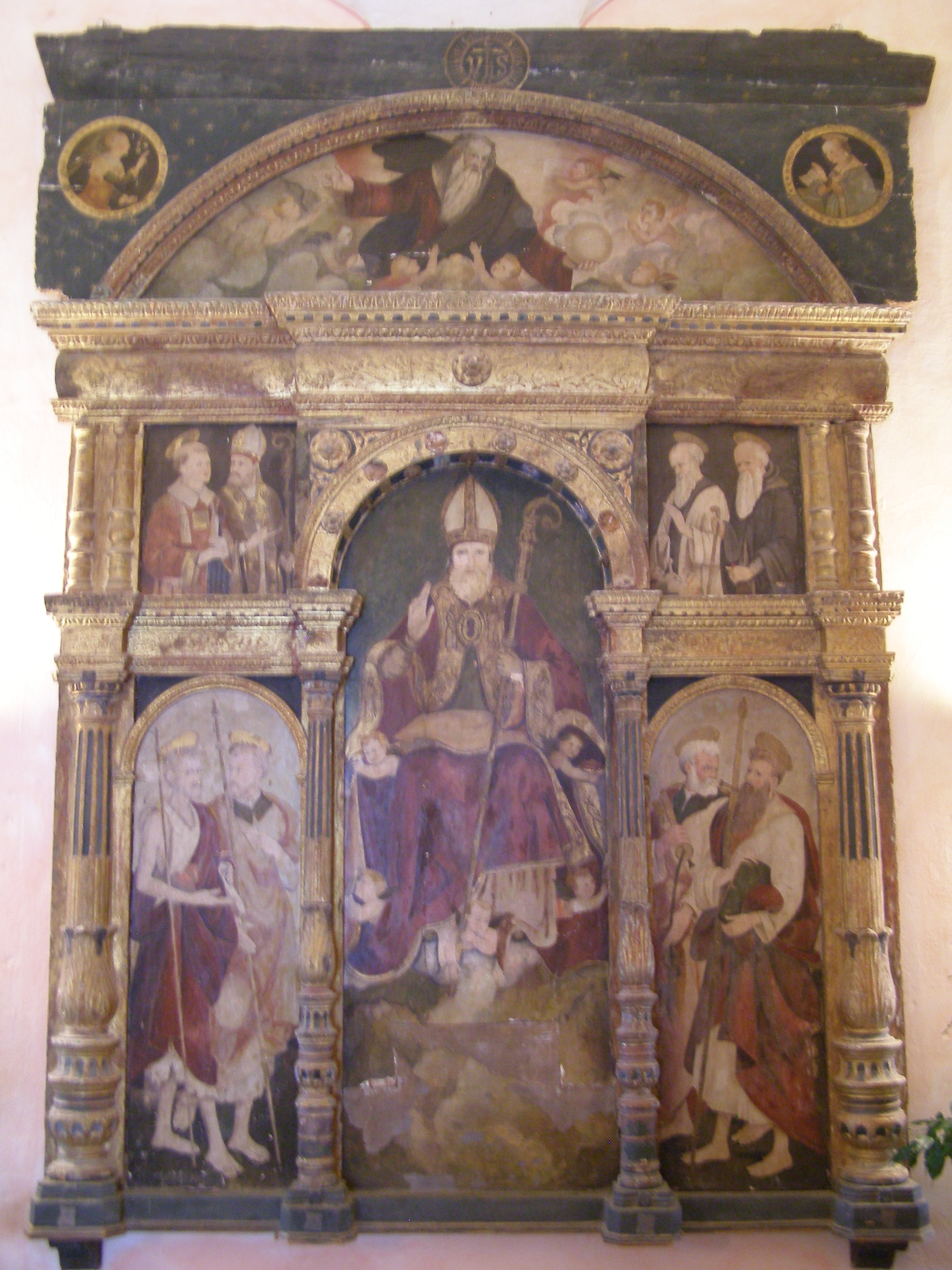
Polittico di San Mauro e santi, opera di Giulio De Rossi proveniente dalla chiesa di San Giacomo di Chiappa, frazione di San Bartolomeo al Mare (IM)

Durante alcuni scavi nella zona dove oggi sorge la fortezza militare furono rinvenute tracce di un'antica torre di avvistamento di epoca romana che gli storici hanno fissato tra il II e il III secolo la sua datazione.
Le prime notizie ufficiali sull'odierna struttura risalgono invece al 1425 quando Tomaso Fregoso, doge della Repubblica di Genova fino al 1421, occupò il borgo di Portofino e la sua fortezza in opposizione al duca di Milano Filippo Maria Visconti. Nel 1430 ritornò ad essere dominio di Genova grazie a Francesco Spinola di Ottobono. Il castello, situato in una posizione strategica poiché si poteva avere un'ampia visuale sul borgo e del golfo del Tigullio, fu più volte oggetto di continui tentativi di occupazione e assedi fino ai primi anni del XV secolo.
Divenuto infine possedimento militare della repubblica genovese, quest'ultima avviò nel XVI secolo diversi lavori di restauro e ampliamento per una maggiore difesa del borgo marinaro e dello specchio acqueo antistante. Fra il 1554 e il 1557, su progetto dell'ingegnere Giovanni Maria Olgiato (progettista di fiducia del re Carlo V di Spagna), il castello fu allungato mediante una nuova piattaforma verso il porto e per costituire una maggiore difesa militare in caso di improvvisi attacchi pirateschi saraceni - frequenti in Liguria e già avvenuti negli anni precedenti a Camogli, Recco e Rapallo - fu munito di munizioni e armi nonché nuovi alloggi per il presidio.
Le nuove opere difensive permisero, negli anni a seguire, di sventare diversi attacchi per la conquista del borgo tra cui quelli effettuati dall'ammiraglio di Oneglia Andrea Doria; l'ammiraglio, che avrà poi il controllo dell'intera Repubblica di Genova, riuscì infatti a conquistare e sottomettere quasi tutti i forti della Riviera di Levante tranne appunto la fortezza di Portofino ben difesa e armata dalla stessa repubblica anni prima.

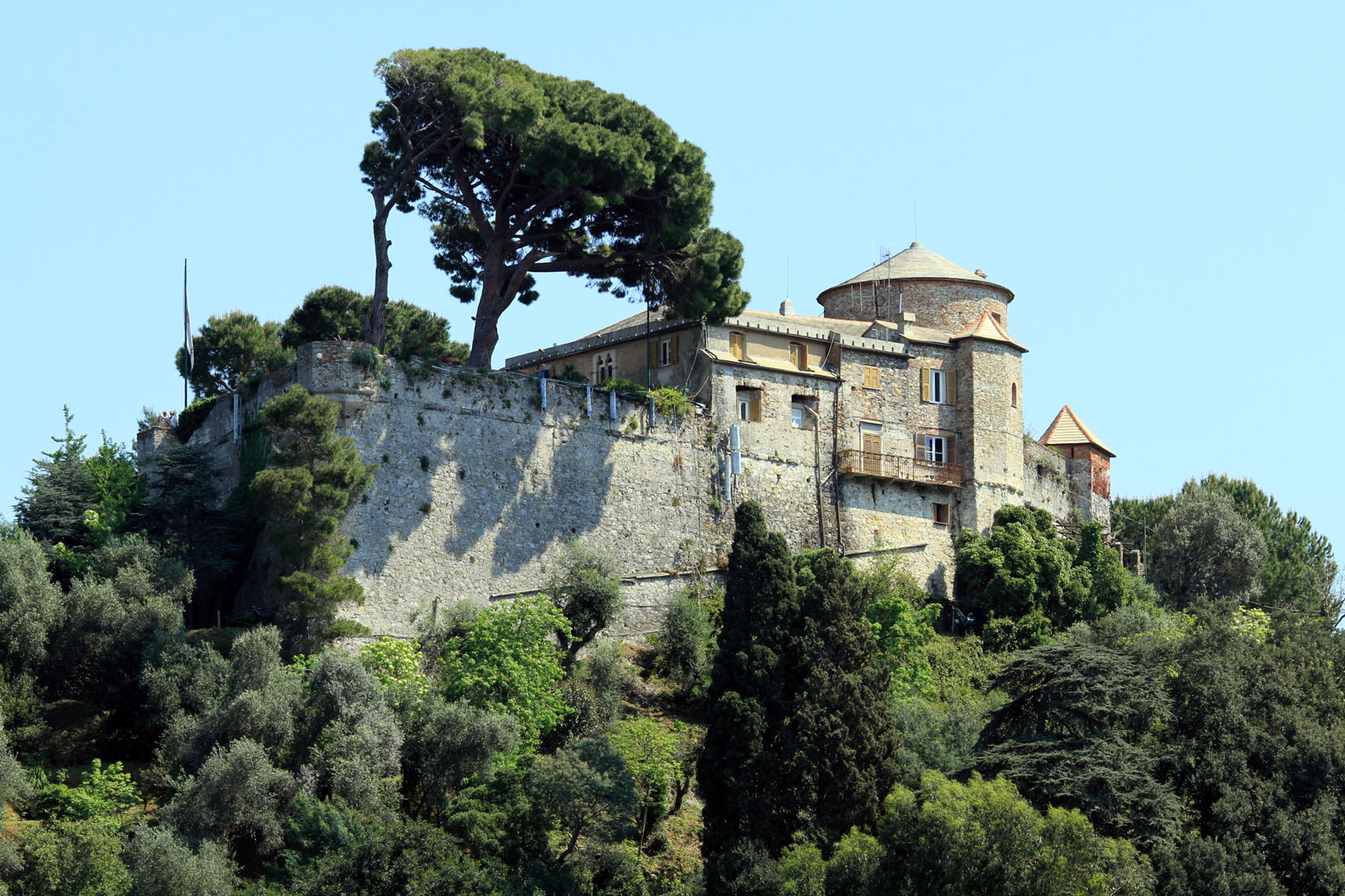
Scorcio con il caratteristico e secolare pino marittimo, crollato il 14 ottobre 2016 a seguito di una tromba d'aria.

Nuovi lavori nel 1624 rafforzarono ancora il castello, detto "di San Giorgio", riuscendo così a sventare nel 1664 un nuovo attacco; altri lavori furono eseguiti nel 1728 arricchendo l'armamento e sistemando gli interni della fortezza, entrata 120 anni prima (1608) nei territori del Capitaneato di Rapallo (Sestiere di Pescino nella quale fu compresa anche Santa Margherita Ligure e frazioni) sotto la repubblica genovese.
La fortezza passò sotto il dominio francese dal 1797 quando Napoleone Bonaparte conquistò la Liguria e la sua Repubblica, compiendo altri lavori nel castello e del porto sottostante. Caduto Napoleone e dopo il passaggio della Repubblica Ligure nei territori del Regno di Sardegna dapprima e nel neo costituito Regno d'Italia, la fortezza militare venne completamente dismessa e disarmata a partire dal 1867.
Nello stesso anno fu acquistata dal console del Regno Unito a Genova sir Montague Yeats Brown (da qui l'attuale denominazione) e nuovi lavori di ampliamento, affidati all'architetto Alfredo d'Andrade, modificarono l'originale struttura secondo i canoni architettonici e il corredo interno di quell'epoca; tra le modifiche più significative, oltreché l'innalzamento delle torri, la trasformazione dell'antica piazza d'armi in un giardino pensile: è in questo periodo che furono piantati i due pini marittimi (in occasione delle nozze del proprietario). Gli ultimi proprietari inglesi dell'ex fortezza militare furono John e Jocelyn Baber che raccolsero nei loro anni di residenza le notizie storiche ad oggi pervenute.
Dal 1961 è di proprietà del Comune di Portofino che utilizza il castello come sede di esposizioni museali e culturali.